# All by Myself
Para la versión posterior de Céline Dion, véase All by Myself (versión de Céline Dion)
«All by Myself» es una canción del cantautor estadounidense Eric Carmen, lanzada por Arista en diciembre de 1975 como el primer sencillo del álbum debut de Carmen, Eric Carmen (1975). La letra se poya sobre el segundo movimiento (Adagio sostenuto) del Concierto para piano nº 2 en do menor, Op. 18 de Sergei Rajmáninov, compuesto entre 1900 y 1901. El coro fue tomado de la canción «Let's Pretend», que Carmen escribió y grabó con los Raspberries en 1972. El solo de guitarra slide fue interpretado por el guitarrista de estudio Hugh McCracken.

## Antecedentes y composición
Según Carmen, primero escribió la parte del solo de la canción, creando cuatro compases a la vez, y finalmente completó el interludio después de dos meses. Necesitaba incorporarlo en una canción y, tras escuchar el Concierto para piano nº 2 de Rajmáninov, una pieza que se usó notablemente en el film británico Brief Encounter de 1945, adaptó la melodía de su segundo movimiento para escribir el verso. En ese momento, la música de Rajmáninov estaba en el dominio público en Estados Unidos, por lo que Carmen pensó que no existía derechos de autor sobre ella, pero seguía protegida fuera de los EE. UU. después del lanzamiento del álbum. Posteriormente, fue contactado por el patrimonio de Rajmáninov e informado de que la música estaba protegida. Se llegó a un acuerdo en el que el patrimonio recibiría el 12% de las regalías de «All by Myself» así como de «Never Gonna Fall in Love Again», que se basaba en el tercer movimiento de la Sinfonía nº 2 de Rajmáninov.
Carmen también mencionó que incorporó parte de otra melodía en esta canción. La melodía del coro fue tomada de su éxito anterior con los Raspberries, «Let's Pretend».

## Lanzamiento
La balada sentimental (poderosa) fue el primer sencillo del primer LP en solitario de Carmen después de dejar el grupo de power pop The Raspberries y se lanzó en diciembre de 1975. Billboard describió la canción como «una soberbia balada de rock... que captura fielmente la buena vibra del rock». Cash Box comentó que Carmen «captura el poder vocal de al menos dos de los tres Bee Gees y parece también haber aprovechado las capacidades líricas de un Paul McCartney». Record World dijo que Carmen «canta sobre un telón de fondo de cuerdas en cascada en esta delicia autocompuesta de su reciente álbum».
Alcanzó el número dos en el Billboard Hot 100, superado solo por «Love Machine» de The Miracles y «December 1963 (Oh, What a Night)» de The Four Seasons. «All by Myself» llegó al número uno en el Cash Box Top 100 Singles y al número tres en Canadá. El sencillo vendió más de un millón de copias en Estados Unidos y fue certificado como disco de oro por la RIAA en abril de 1976. Fue el primer de los ocho éxitos de Carmen en el Top 40 de EE. UU. En el Reino Unido, sin embargo, fue su único éxito en el Top 40, alcanzando el puesto número 12. La canción también apareció en un episodio de la popular serie de televisión Friends, en una escena en la que Chandler y Joey están deprimidos después de que Joey se mudara.

## Gráficos
| Listas (1975–1976)                    | Mejor posición |
| ------------------------------------- | -------------- |
| Australia (Kent Music Report)         | 7              |
| Bélgica (Flandes) (Ultratop 50)       | 15             |
| Canadá Top Singles (RPM)              | 3              |
| Canadá Adult Contemporary (RPM)       | 1              |
| Irlanda (IRMA)                        | 16             |
| Italia (Musica e Dischi)              | 7              |
| Países Bajos (Dutch Top 40)           | 10             |
| Países Bajos (Mega Single Top 100)    | 7              |
| Nueva Zelanda (Recorded Music NZ)     | 6              |
| Sudáfrica (Springbok)                 | 9              |
| Reino Unido (Official Charts Company) | 12             |
| Estados Unidos (Billboard Hot 100)    | 2              |
| Estados Unidos (Adult Contemporary)   | 6              |
| Estados Unidos Cash Box Top 100       | 1              |
| Estados Unidos Record World Singles   | 1              |

## Versiones
- Céline Dion – «Sola otra vez», para su álbum de estudio Falling into You (1996).
- Luis Miguel – «Perdóname» para su álbum de estudio Soy como quiero ser (1987).
- Ricardo Montaner – «Solo otra vez» (2007).
- David Bisbal – «Solo otra vez» (2001).
- Il Divo – «Solo otra vez»
- Carolina Soto – «Sola otra vez»